# Liste des porte-drapeaux des Jeux olympiques de la jeunesse d'hiver de 2012
La liste ci-dessous répertorie les porte-drapeaux nationaux des 70 pays qui prennent part aux Jeux olympiques de la jeunesse d'hiver de 2012. 

## Liste
| Ordre | Nation                                                          | Porte-drapeau            | Sport                                                    |
| ----- | --------------------------------------------------------------- | ------------------------ | -------------------------------------------------------- |
| 1     | Grèce                                                           | Anastasia Gkogkou        | Ski alpin                                                |
| 2     | Andorre                                                         | Sara Ramentol            | Ski alpin                                                |
| 3     | Argentine                                                       | Ramiro Fregonese         | Ski alpin                                                |
| 4     | Arménie                                                         | Lilit Tonoyan            | Ski de fond                                              |
| 5     | Australie                                                       | Greta Small              | Ski alpin                                                |
| 6     | Biélorussie                                                     | Anastasiya Lesik         | Ski alpin                                                |
| 7     | Belgique                                                        | Sebbe De Buck            | Snowboard                                                |
| 8     | Bosnie-Herzégovine                                              | Kerim Catal              | Luge                                                     |
| 9     | Brésil                                                          | Eliza Nobre              | Ski alpin                                                |
| 10    | Bulgarie                                                        | Aleksandra Popova        | Ski alpin                                                |
| 11    | Canada                                                          | Corryn Brown             | Curling                                                  |
| 12    | Îles Caïmans                                                    | Dean Travers             | Ski alpin                                                |
| 13    | Chili                                                           | Sebastian Echeverría     | Ski alpin                                                |
| 14    | Chine                                                           | Han Yan                  | Patinage artistique                                      |
| 15    | Croatie                                                         | Istok Rodeš              | Ski alpin                                                |
| 16    | Chypre                                                          | Dinos Lefkaritis         | Ski alpin                                                |
| 17    | République tchèque                                              | Petr Knop                | Ski de fond                                              |
| 18    | Danemark                                                        | Philip Due Schmidt       | Patinage de vitesse                                      |
| 19    | Érythrée                                                        | Shannon Abeda            | Ski alpin                                                |
| 20    | Estonie                                                         | Rene Zahkna              | Biathlon                                                 |
| 21    | Finlande                                                        | Katri Lylynpera          | Ski de fond                                              |
| 22    | Macédoine du Nord (Ancienne république yougoslave de Macédoine) | Marijan Nasoku           | Ski alpin                                                |
| 23    | France                                                          | Estelle Alphand          | Ski alpin                                                |
| 24    | Géorgie                                                         | Susana Gavva             | Ski alpin                                                |
| 25    | Allemagne                                                       | Katharina Althaus        | Saut à ski                                               |
| 26    | Grande-Bretagne                                                 | Katie Summerhayes        | Ski acrobatique                                          |
| 27    | Hongrie                                                         | David Panyik             | Biathlon                                                 |
| 28    | Islande                                                         | Jakob Bjarnason          | Ski alpin                                                |
| 29    | Inde                                                            | Aanchal Thakur           | Ski alpin                                                |
| 30    | Iran                                                            | Yaghoub Kiashemshaki     | Ski de fond                                              |
| 31    | Irlande                                                         | Florence Bell            | Ski alpin                                                |
| 32    | Italie                                                          | Florian Gruber           | Luge                                                     |
| 33    | Japon                                                           | Sumire Kikuchi           | Patinage de vitesse sur piste courte Patinage de vitesse |
| 34    | Kazakhstan                                                      | Kanat Khamitov           | Saut à ski                                               |
| 35    | Corée du Sud                                                    | Dong-Woo Kim             | Ski alpin                                                |
| 36    | Kirghizistan                                                    | Zafar Shakhmuratov       | Ski de fond                                              |
| 37    | Lettonie                                                        | Ulla Zirne               | Luge                                                     |
| 38    | Liban                                                           | Alexandre Mohbat         | Ski alpin                                                |
| 39    | Liechtenstein                                                   | Martin Vögeli            | Ski de fond                                              |
| 40    | Lituanie                                                        | Rokas Zaveckas           | Ski alpin                                                |
| 41    | Luxembourg                                                      | Catherine Elvinger       | Ski alpin                                                |
| 42    | Maroc                                                           | Adam Lamhamedi           | Ski alpin                                                |
| 43    | Mexique                                                         | Joshua Montiel Santander | Skeleton                                                 |
| 44    | Moldavie                                                        | Irina Cozonac            | Biathlon                                                 |
| 45    | Monaco                                                          | Rudy Rinaldi             | Bobsleigh                                                |
| 46    | Mongolie                                                        | Dandar Usukhbayar        | Ski de fond                                              |
| 47    | Monténégro                                                      | Milena Radojicic         | Ski alpin                                                |
| 48    | Pays-Bas                                                        | Oldrik van der Aalst     | Saut à ski                                               |
| 49    | Népal                                                           | Bibash Lama              | Ski alpin                                                |
| 50    | Nouvelle-Zélande                                                | Beau-James Wells         | Ski acrobatique                                          |
| 51    | Norvège                                                         | Ina Roll Backe           | Curling                                                  |
| 52    | Pérou                                                           | Isabella Todd            | Ski alpin                                                |
| 53    | Philippines                                                     | Abel Tesfamariam         | Ski alpin                                                |
| 54    | Pologne                                                         | Urszula Letocha          | Ski de fond                                              |
| 55    | Roumanie                                                        | Daniel Pripici           | Ski de fond                                              |
| 56    | Russie                                                          | Sergei Mozgov            | Patinage artistique                                      |
| 57    | Saint-Marin                                                     | Vincenzo Michelotti      | Ski alpin                                                |
| 58    | Serbie                                                          | Dženis Avdić             | Biathlon                                                 |
| 59    | Slovaquie                                                       | Andrej Segec             | Ski de fond                                              |
| 60    | Slovénie                                                        | Tim-Kevin Ravnjak        | Snowboard                                                |
| 61    | Afrique du Sud                                                  | Sive Speelman            | Ski alpin                                                |
| 62    | Espagne                                                         | Manex Azula              | Snowboard                                                |
| 63    | Suède                                                           | Linn Petersson           | Hockey sur glace                                         |
| 64    | Suisse                                                          | Jasmina Suter            | Ski alpin                                                |
| 65    | Taipei chinois                                                  | Lien Te-An               | Luge                                                     |
| 66    | Turquie                                                         | Dila Kavur               | Ski alpin                                                |
| 67    | Ukraine                                                         | Anton Dukach             | Luge                                                     |
| 68    | États-Unis                                                      | Jake Peterson            | Bobsleigh                                                |
| 69    | Ouzbékistan                                                     | Arkadiy Semenchenko      | Ski alpin                                                |
| 70    | Autriche                                                        | Tamara Grascher          | Hockey sur glace                                         |